# Walerian Madatow
Walerian Grigorjewicz Madatow (ros. Валериан Григорьевич Мадатов; or. Ռոստոմ Մադաթյան; Rostom Madatjan; ur. 18 maja 1782, zm. 16 września 1829) – rosyjski książę (kniaź), generał dywizji.
W 1814 roku był przyjęty do krakowskiej loży wolnomularskiej Przesąd Zwyciężony. 
Urodził się w 1782 w małej wiosce, w rodzinie ormiańskiej. W wieku 15 lat przeniósł się do Petersburga. Szybko zrobił karierę wojskową. Brał udział w bitwach okresu wojen napoleońskich. Zmarł w 1829. Był odznaczony Orderem Świętego Jerzego III i IV klasy, Orderem Świętego Aleksandra Newskiego, Orderem Świętego Włodzimierza II, III i IV klasy, Orderem Świętej Anny I, II i III klasy oraz Orderem Pour le Mérite.